# ファイナルファンタジーXI アトルガンの秘宝 オリジナル・サウンドトラック
ファイナルファンタジーXI アトルガンの秘宝 オリジナル・サウンドトラック（ファイナルファンタジーイレブン アトルガンのひほう オリジナル・サウンドトラック、Final Fantasy XI: Treasures of Aht Urhgan Original Soundtrack）は、MMORPG、ファイナルファンタジーXIの拡張版「ファイナルファンタジーXI アトルガンの秘宝」のサウンドトラックである。2006年5月24日にスクウェア・エニックスよりリリースされた。
ファイナルファンタジーXIシリーズ全ての作曲を担当した水田直志が作曲を担当している。

## 収録曲
1. Bustle of the Capital
2. Eastward Bound…
3. Bandits' Market
4. Illusions in the Mist
5. Mercenaries' Delight
6. Jeweled Boughs
7. Ululations from Beyond
8. Rapid Onslaught -Assault-
9. Fated Strife -Besieged-
10. Delve
11. Whispers of the Gods
12. Circuit de Chocobo
13. Run Chocobo, Run!
14. The Colosseum
15. Black Coffin
16. A Puppet's Slumber
17. Ever-Turning Wheels
18. Forbidden Seal
19. Hellriders
20. Eternal Gravestone
21. Vana'diel March #4